# Priolepis robinsi
 Priolepis robinsi és una espècie de peix de la família dels gòbids i de l'ordre dels cipriniformes que es troba a Santa Marta (Colòmbia).